# Megalopodinae
Phân họ bọ cánh cứng Megalopodinae là nhóm lớn nhất thuộc họ Megalopodidae. Phân họ này có 25 chi, phân bố chủ yếu vùng nhiệt đới, ấu trùng thường sinh ra trong gốc cây.

## Các chi[1]
- Agathomerus Lacordaire, 1845
- Antonaria Jacoby & Clavareau, 1905
- Barticaria Jacoby & Clavareau, 1905
- Bothromegalopus Monros, 1947
- Clythraxeloma Kraatz, 1879
- Colobaspis Fairmaire, 1894
- Homalopterus Perty, 1832
- Kuilua Jacoby, 1894
- Leucastea Stål, 1855
- Macroantonaria Pic, 1951
- Macrolopha Weise, 1902
- Mastostethus Lacordaire, 1845
- Megalopus Fabricius, 1801
- Nickimerus Guerin, 1948
- Plesioagathomerus Monros, 1945
- Poecilomorpha Hope, 1840
- Sphondylia Weise, 1902
- Temnaspis Lacordaire, 1845